# ハーンドン (バージニア州)
ハーンドン（Herndon）は、アメリカ合衆国バージニア州のフェアファクス郡にある町。人口は2万4655人（2020年）。ワシントンD.C.の西30キロメートルに位置している。

## 歴史
入植が始まったのは1850年頃と推定されている。1879年に法人化し「ハーンドン町」が誕生した。住民の大半は農民で酪農家が多かった。
近年はベッドタウン化が進行しており、人口は増加傾向にある。

## 交通
ワシントンメトロシルバーラインのハーンドン駅がある。

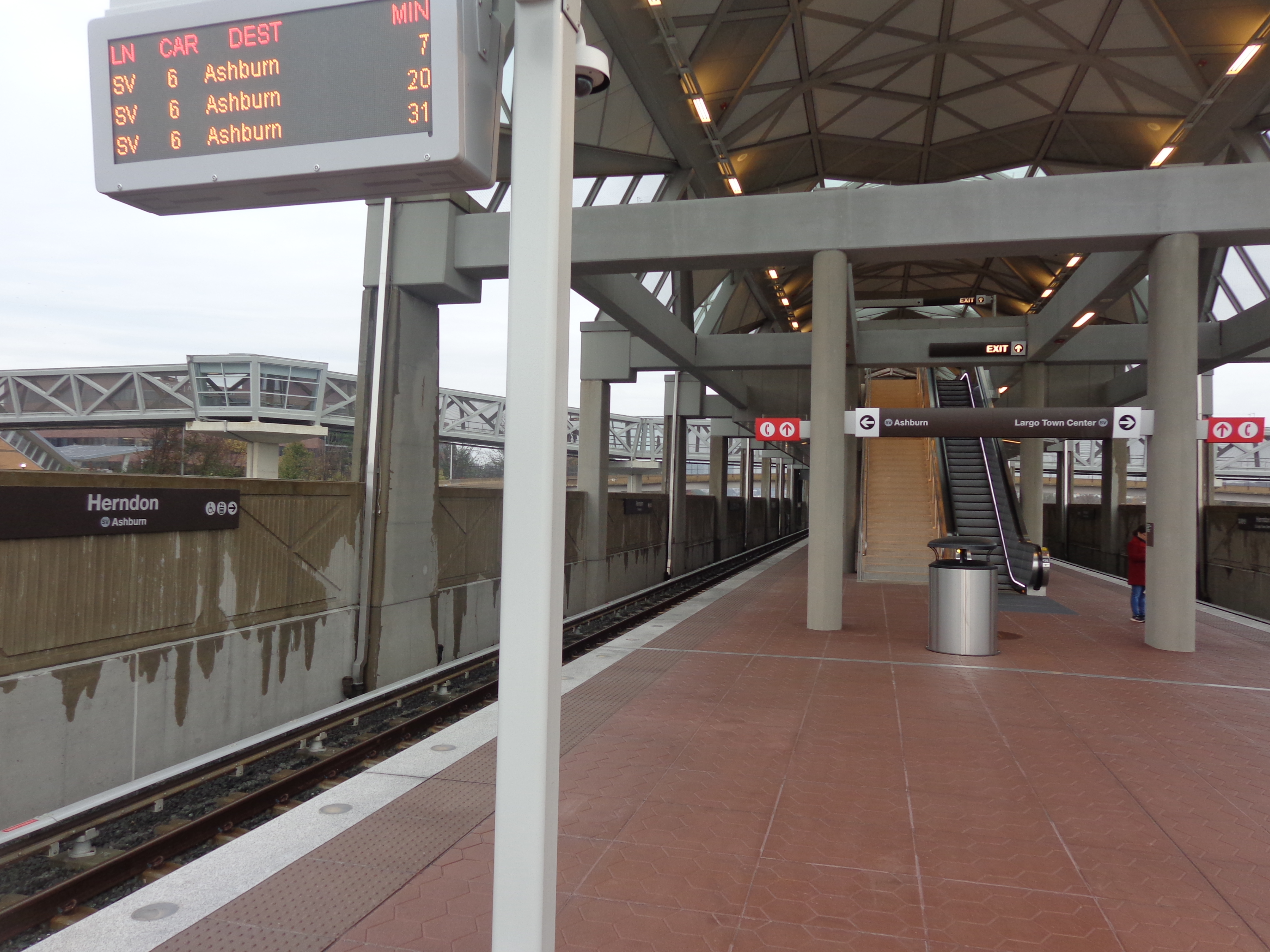
ハーンドン駅

## 関係者
- アルバート・スコット・クロスフィールド：軍人
- ショーン・パーカー：実業家